# Caudicornia flava
Caudicornia flava is een vlinder uit de familie wespvlinders (Sesiidae), onderfamilie Tinthiinae.
Caudicornia flava is voor het eerst wetenschappelijk beschreven door Xu & Liu in 1992. De soort komt voor in het Oriëntaals gebied.